# Alfred Church Lane

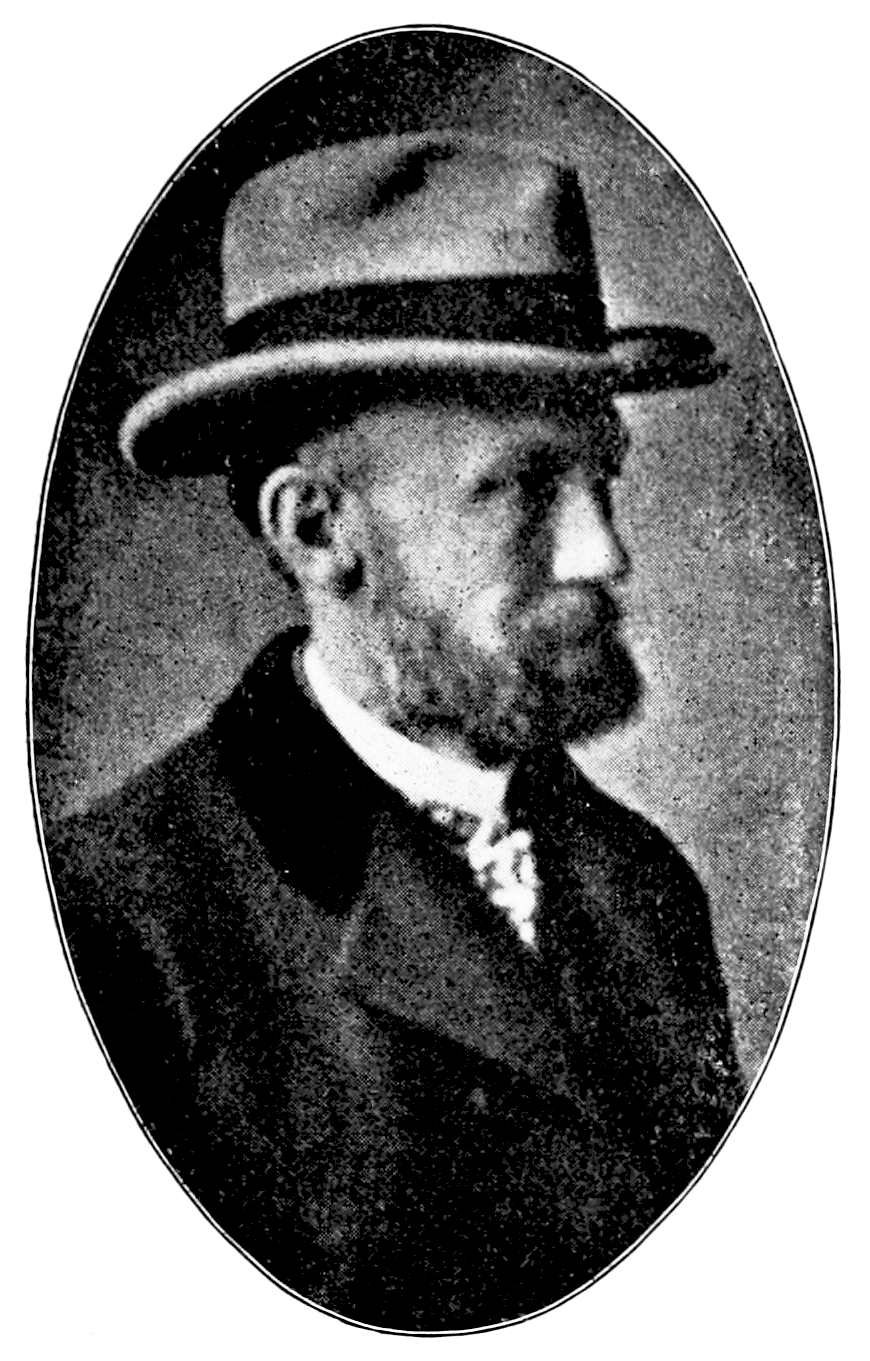
Alfred Church Lane, 1907

Alfred Church Lane (* 29. Januar 1863 in Boston; † 15. April 1948 in New York City) war ein US-amerikanischer Geologe und Mineraloge.

## Leben und Werk
Lane studierte an der Harvard University mit dem Bachelor-Abschluss 1883, wobei er auch zwei Jahre Instructor in Mathematik war, wurde 1888 in Harvard in Geologie promoviert und war zwei Jahre an der Universität Heidelberg. Danach war er beim US Geological Survey und dem Michigan Geological Survey, bei dem er 1899 Staatsgeologe wurde. 1909 wurde er Professor für Geologie und Mineralogie am Tufts College, an der er bis 1935 lehrte, als er aus Protest gegen den verlangten Eid als Lehrer in Massachusetts zurücktrat.
Er befasste sich mit Geologie und Bergbau in Michigan und wandte seine mathematischen Kenntnisse auf die Geologie an, so bei der Korngröße von magmatischen Gesteinen oder bei der Wärmeleitung von Gesteinen und in der Bestimmung geologischer Zeitabstände. 1922 bis 1946 stand er dem Komitee für geologische Zeitmessung (Committee on the Measurement of Geologic Time) des National Research Council vor.
1931 war er Präsident der Geological Society of America. Lane war Mitglied der American Academy of Arts and Sciences und der American Association for the Advancement of Science. 1929/30 war er der erste Wissenschaftsberater der Library of Congress.
Lane schrieb regelmäßig für Zeitungen und war noch in hohem Alter in der Pfadfinderbewegung aktiv.

## Ehrungen
- 1940 Ballou Medal (verliehen von Tufts College)